# فضولی (تور)
تور فضولی (به انگلیسی: Meddle Tour) یک تور کوتاه از گروه موسیقی پینک فلوید بود. این تور از ۱۷ اکتبر ۱۹۷۱ آغاز شد و در نوامبر همان سال به پایان رسید. این تور با هدف ترویج آلبوم جدیدشان فضولی در ایالات متحده در نظر گرفته شده بود. لیست آهنگ‌ها شامل آهنگ‌هایی از آلبوم‌های پیشین گروه و آهنگ‌هایی که هرگز توسط گروه اجرا نشده بود را شامل می‌شد.

## لیست آهنگ‌ها
- «رویان»
- «خورشید پیر چاق»
- «دستگاه‌ها را تنظیم کن به سمت قلب خورشید»
- «مادر قلب‌اتمی»
- «یه روز از این روزها»
- «مراقب تبر باش، یوجین»
- «سیمبلاین»
- «پژواک‌ها»
- «یک نعلبکی رمز و راز» (برخی مواقع)
- «بلوز» (به انگلیسی: Blues) (برخی مواقع)

## اعضای گروه
- نیک میسن - درامز و ساز کوبه‌ای
- ریچارد رایت - کیبوردز، خواننده
- دیوید گیلمور - گیتار و خواننده
- راجر واترز - گیتار بیس و خواننده